# Rajd Monte Carlo 1991
Rajd Monte Carlo 1991 (59. Rallye Automobile de Monte-Carlo) – rajd samochodowy rozgrywany w Monaco od 24 do 30 stycznia 1991 roku. Była to pierwsza runda Rajdowych Mistrzostw Świata w roku 1991. Rajd został rozegrany na asfalcie i śniegu. 

## Wyniki końcowe rajdu[1]
| Msc. | Kierowca          | Pilot                | Samochód                      | Czas    | Strata  | Grupa | Punkty |
| ---- | ----------------- | -------------------- | ----------------------------- | ------- | ------- | ----- | ------ |
| 1.   | Carlos Sainz      | Luis Moya            | Toyota Celica GT-4 (ST165)    | 6:57:21 | 0.0     | A8    | 20     |
| 2.   | Massimo Biasion   | Tiziano Siviero      | Lancia Delta HF Integrale 16v |         | +4m 59  | A8    | 15     |
| 3.   | Francois Delecour | Anne-Chantal Pauwels | Ford Sierra Cosworth 4x4      |         | +5m 12  | A8    | 12     |
| 4.   | Armin Schwarz     | Arne Hertz           | Toyota Celica GT-4 (ST165)    |         | +6m 31  | A8    | 10     |
| 5.   | Juha Kankkunen    | Juha Piironen        | Lancia Delta HF Integrale 16v |         | +7m 46  | A8    | 8      |
| 6.   | Bruno Saby        | Daniel Grataloup     | Lancia Delta HF Integrale 16v |         | +9m 13  | A8    | 6      |
| 7.   | Malcolm Wilson    | Nicky Grist          | Ford Sierra Cosworth 4x4      |         | +11m 15 | A8    | 4      |
| 8.   | Timo Salonen      | Voitto Silander      | Mitsubishi Galant VR-4        |         | +11m 22 | A8    | 3      |
| 9.   | Yves Loubet       | Jean-Paul Chiaroni   | Lancia Delta HF Integrale 16v |         | +12m 39 | A8    | 2      |
| 10.  | Alessandro Fiorio | Luigi Pirollo        | Ford Sierra Cosworth 4x4      |         | +23m 42 | A8    | 1      |

## Zwycięzcy odcinków specjalnych[2]
| Dzień        | OS                              | Nazwa                            | Długość  | Godz. startu      | Zwycięzca           | Pilot                      | Samochód                   | Czas              | Lider        |
| Dzień 1 26 I |                                 |                                  |          |                   |                     |                            |                            |                   |              |
| ------------ | ------------------------------- | -------------------------------- | -------- | ----------------- | ------------------- | -------------------------- | -------------------------- | ----------------- | ------------ |
| Dzień 1 26 I | OS1                             | Col de Turini                    | 6,29 km  | 08:38             | Carlos Sainz        | Luis Moya                  | Toyota Celica GT4          | 03:54             | Carlos Sainz |
| Dzień 1 26 I | OS2                             | Point des Miolans – St. Auban    | 23,15 km | 10:32             | Carlos Sainz        | Luis Moya                  | Toyota Celica GT4          | 13:52             | Carlos Sainz |
| Dzień 1 26 I | OS3                             | Col de Corobin                   | 19,60 km | 12:15             | Armin Schwarz       | Arne Hertz                 | Toyota Celica GT4          | 13:05             | Carlos Sainz |
| Dzień 1 26 I | OS4                             | Col de Petry                     | 27,37 km | 14:38             | Carlos Sainz        | Luis Moya                  | Toyota Celica GT4          | 16:29             | Carlos Sainz |
| Dzień 1 26 I | OS5                             | La Motte – St. Nazaire le Desert | 23,44 km | 16:16             | Didier Auriol       | Bernard Occelli            | Lancia Delta Integrale 16V | 14:16             | Carlos Sainz |
| Dzień 1 26 I | OS6                             | Col de la Fayolle                | 35,97 km | 18:50             | Didier Auriol       | Bernard Occelli            | Lancia Delta Integrale 16V | 22:17             | Carlos Sainz |
| Dzień 2 27 I |                                 |                                  |          |                   |                     |                            |                            |                   | Carlos Sainz |
| OS7          | Burzet                          | 41,41 km                         | 09:00    | François Delecour | Anne-Cantal Pauwels | Ford Sierra RS Cosworth    | 25:56                      |                   | Carlos Sainz |
| OS8          | St. Bonnet le Froid             | 25,69 km                         | 10:54    | Timo Salonen      | Voitto Silander     | Mitsubishi Galant VR4      | 15:27                      |                   | Carlos Sainz |
| OS9          | Col du Marchand                 | 32,76 km                         | 11:43    | Carlos Sainz      | Luis Moya           | Toyota Celica GT4          | 20:02                      |                   | Carlos Sainz |
| OS10         | St. Jean en Royans              | 25,52 km                         | 14:28    | François Delecour | Anne-Cantal Pauwels | Ford Sierra RS Cosworth    | 15:17                      |                   | Carlos Sainz |
| OS11         | Col de Grimone                  | 12,22 km                         | 16:20    | Carlos Sainz      | Luis Moya           | Toyota Celica GT4          | 06:55                      |                   | Carlos Sainz |
| OS12         | Sisteron - Thoard               | 36,87 km                         | 18:05    | Armin Schwarz     | Arne Hertz          | Toyota Celica GT4          | 26:12                      |                   | Carlos Sainz |
| Dzień 3 28 I |                                 |                                  |          |                   |                     |                            |                            |                   | Carlos Sainz |
| OS13         | Maijai - Puimichel              | 12,32 km                         | 09:48    | Armin Schwarz     | Arne Hertz          | Toyota Celica GT4          | 09:48                      |                   | Carlos Sainz |
| OS14         | Clumanc – Lambruisse            | 14,94 km                         | 11:26    | Armin Schwarz     | Arne Hertz          | Toyota Celica GT4          | 11:26                      |                   | Carlos Sainz |
| OS15         | Col de la Colle Saint Michel    | 18,62 km                         | 12:14    | François Delecour | Anne-Cantal Pauwels | Ford Sierra RS Cosworth    | 12:14                      |                   | Carlos Sainz |
| OS16         | Trigance - Chateauvieux         | 27,57 km                         | 14:07    | Carlos Sainz      | Luis Moya           | Toyota Celica GT4          | 14:07                      |                   | Carlos Sainz |
| OS17         | Col de Bleine                   | 35,52 km                         | 15:25    | François Delecour | Anne-Cantal Pauwels | Ford Sierra RS Cosworth    | 15:25                      |                   | Carlos Sainz |
| OS18         | Loda - Lucéram                  | 16,49 km                         | 17:18    | François Delecour | Anne-Cantal Pauwels | Ford Sierra RS Cosworth    | 17:18                      |                   | Carlos Sainz |
| Dzień 4 29 I |                                 |                                  |          |                   |                     |                            |                            |                   | Carlos Sainz |
| OS19         | Moulinet – La Bollène Vésubie 1 | 22,21 km                         | 16:33    | François Delecour | Anne-Cantal Pauwels | Ford Sierra RS Cosworth    | 15:42                      | François Delecour |              |
| OS20         | Col de la Couillole 1           | 22,15 km                         | 18:16    | Carlos Sainz      | Luis Moya           | Toyota Celica GT4          | 16:07                      | Carlos Sainz      |              |
| OS21         | Ascros - Toudon 1               | 23,52 km                         | 19:31    | François Delecour | Anne-Cantal Pauwels | Ford Sierra RS Cosworth    | 16:34                      | Carlos Sainz      |              |
| OS22         | Col de la Madone 1              | 18,46 km                         | 21:34    | François Delecour | Anne-Cantal Pauwels | Ford Sierra RS Cosworth    | 15:29                      | Carlos Sainz      |              |
| OS23         | Moulinet – La Bollène Vésubie 2 | 22,21 km                         | 22:57    | Carlos Sainz      | Luis Moya           | Toyota Celica GT4          | 16:12                      | Carlos Sainz      |              |
| Dzień 5 30 I |                                 |                                  |          |                   |                     |                            |                            |                   |              |
| OS24         | Col de la Couillole 2           | 22,15 km                         | 01:25    | François Delecour | Anne-Cantal Pauwels | Ford Sierra RS Cosworth    | 13:45                      | François Delecour |              |
| OS25         | Ascros - Toudon 1               | 23,52 km                         | 02:40    | François Delecour | Anne-Cantal Pauwels | Ford Sierra RS Cosworth    | 16:10                      | François Delecour |              |
| OS26         | Col de la Madone 2              | 18,46 km                         | 04:43    | François Delecour | Anne-Cantal Pauwels | Ford Sierra RS Cosworth    | 14:18                      | François Delecour |              |
| OS27         | Moulinet – La Bollène Vésubie 3 | 22,21 km                         | 06:06    | Bruno Saby        | Daniel Grataloup    | Lancia Delta Integrale 16V | 16:31                      | Carlos Sainz      |              |

## Klasyfikacja po 1 rundzie
Tabele przedstawiają tylko pięć pierwszych miejsc.

### Kierowcy
| Lp. | Kierowca          | Pkt |
| --- | ----------------- | --- |
| 1   | Carlos Sainz      | 20  |
| 2   | Massimo Biasion   | 15  |
| 3   | Francois Delecour | 12  |
| 4   | Armin Schwarz     | 10  |
| 5   | Juha Kankkunen    | 8   |

### Producenci
| Lp. | Producent  | Pkt |
| --- | ---------- | --- |
| 1   | Toyota     | 20  |
| 2   | Lancia     | 17  |
| 3   | Ford       | 14  |
| 4   | Mitsubishi | 4   |